# Krähenmädchen

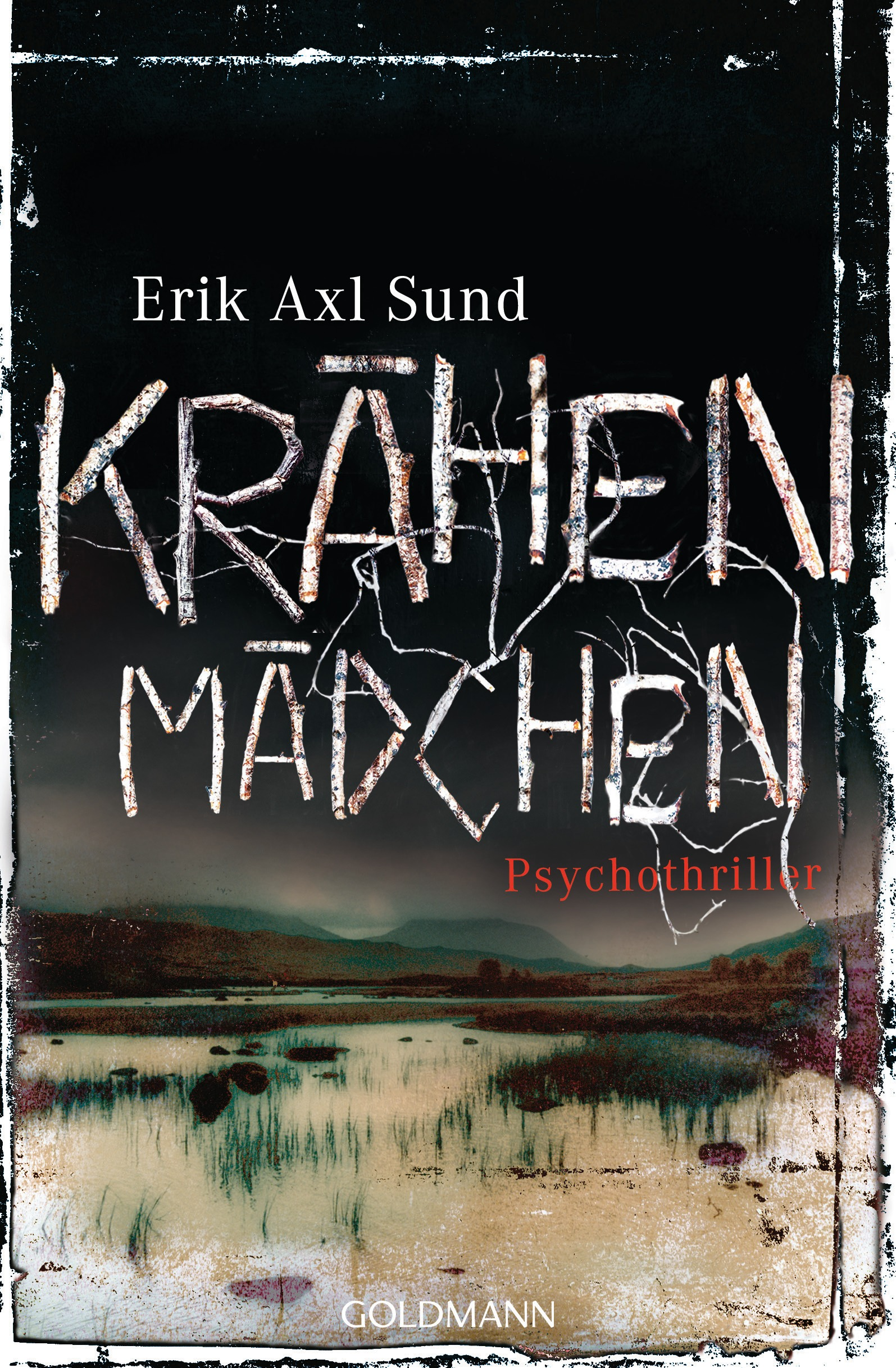
Coverabbildung der deutschen Ausgabe Krähenmädchen

Krähenmädchen (schwedischer Originaltitel: Kråkflickan) ist ein Roman des schwedischen Autorenduos Erik Axl Sund, bestehend aus Jerker Eriksson und Håkan Axlander Sundquist. Bei dem Thriller handelt es sich um den ersten Band der mit dem Spezialpreis (Specialpris) der Schwedischen Krimiakademie ausgezeichneten Victoria-Bergmann-Trilogie, der 2010 in Schweden und 2014 in Deutschland erschien.
Der in zahlreiche kurze Kapitel gegliederte Roman behandelt vordergründig die Ermittlungen eines mehrfachen Mordes an misshandelten Kindern in Stockholm. Im Zentrum der Handlung steht dabei jedoch vor allem die Protagonistin Victoria Bergmann, die als Kind von ihrem Vater sexuell missbraucht wurde und dadurch eine schwere, multiple Persönlichkeitsstörung entwickelte. Der Roman wurde in zahlreiche Sprachen übersetzt und avancierte international zum Bestseller, die Filmrechte wurden zudem an eine amerikanische Filmgesellschaft verkauft. Die Kritiken vergleichen den Roman und die Trilogie in der Regel mit der Millennium-Trilogie von Stieg Larsson und unterstreichen vor allem die Spannung und Komplexität des Romans, zugleich stellen sie jedoch auch die außerordentliche Brutalität der Handlungen des Romans in Frage.

## Allgemeines und formaler Aufbau
Der Roman ist in zahlreiche unnummerierte, teilweise sehr kurze Kapitel gegliedert, die mit den jeweiligen Orten der Handlung überschrieben sind. Ausnahmen stellen Kapitel dar, die mit „Damals“ überschrieben sind und kurze Rückblicke in vergangene Erlebnisse der Personen Victoria Bergmann und Sofia Zetterlund geben. Das gesamte Buch wird aus der Position eines Erzählers wiedergegeben, der sowohl Einblicke in die konkrete Handlung wie auch in die Gedanken der Personen, ihren Inneren Monolog, hat. Die Geschichte und die einzelnen Erzählstränge selbst finden in der chronologischen Reihenfolge der Ereignisse statt, aus der die beschriebenen Rückblicke ausbrechen.
Er trägt eine Widmung auf dem Vorblatt, die „Zur Erinnerung an eine Schwester“ lautet, und wird vor dem Beginn der Handlung durch ein Zitat des schwedischen Literatur-Nobelpreisträgers Harry Martinson aus dessen Werk Die Nesseln blühen eingeleitet:

„Dunkel ist unser Leben. Groß unsere angeborene Enttäuschung – die bewirkt, dass überhaupt so viele Märchen in Skandinaviens Wäldern blühen. Düster verkohlt der Hungerbrand unseres Herzens. Viele werden zu Wächtern am Meiler ihres eigenen Herzens; legen im Siechtum ihrer Verträumtheit das Ohr heran und hören, wie ihr Herz rauschend verbrennt.“

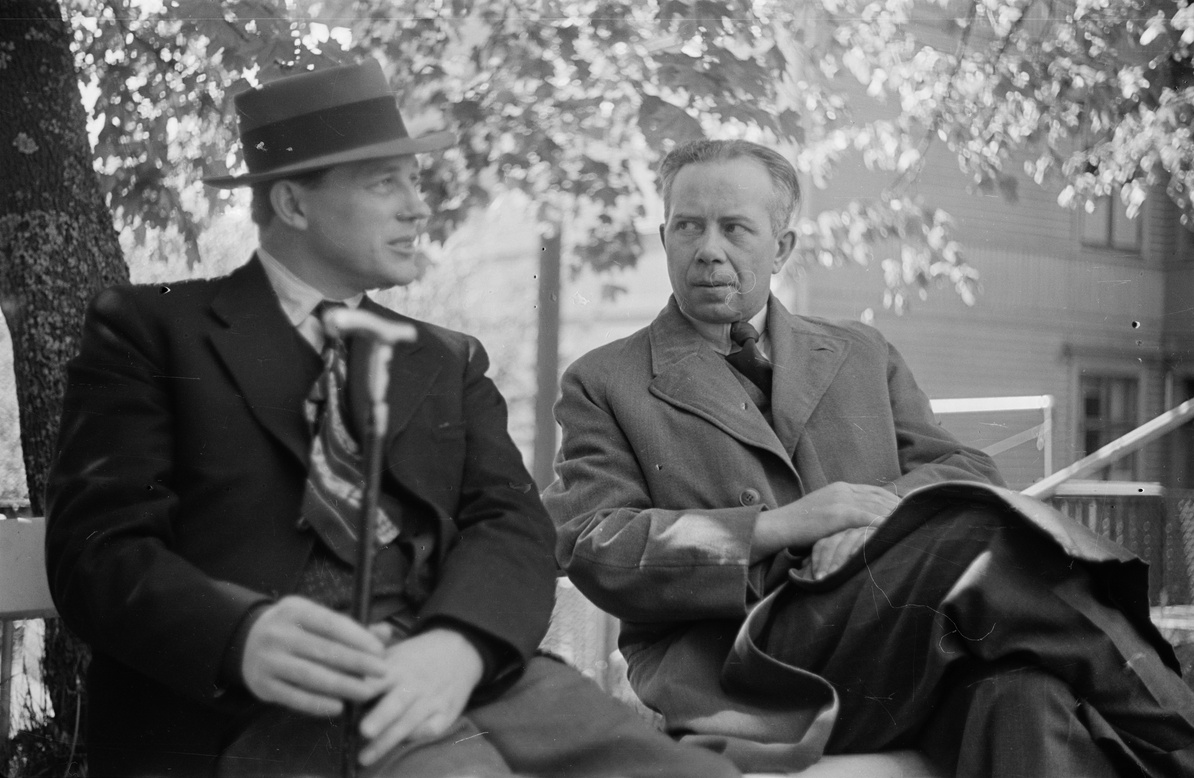
Ein Zitat des schwedischen Literatur-Nobelpreisträgers Harry Martinson (hier links, mit Ivar Lo-Johansson) wird dem Roman vorangestellt.

Die Handlung des Romans spielt vor allem in Stockholm, wo sich das Polizeirevier, die Praxis der Psychologin Sofia Zetterlund sowie die Wohnungen der Hauptpersonen und die Auffindungsorte von Opfern einer Mordserie befinden. Die Autoren spielen auf zahlreiche real stattgefundene historische Ereignisse wie die Belagerung von Sarajevo während des Bosnienkriegs sowie den Bürgerkrieg in Sierra Leone an, an denen einzelne Personen der Handlung teilgenommen haben. Im Mittelpunkt des Romans und der gesamten Romantrilogie steht Victoria Bergmann, die als Kind von ihrem Vater sexuell missbraucht wurde und dadurch eine schwere Persönlichkeitsstörung mit Schizophrenie entwickelte.
Das Buch Krähenmädchen ist der erste Teil der Victoria-Bergmann-Trilogie, die zwei weitere Bücher umfasst: Narbenkind (Original: Hungerelden (Victoria Bergmans svaghet, #2); Schweden 2011, Deutschland 2014) und Schattenschrei (Original: Pythians anvisningar: [„mord och psykoterapi“] (Victoria Bergmans svaghet, #3); Schweden 2012, Deutschland 2014). Der Romantitel Krähenmädchen, eine wörtliche Übersetzung des schwedischen Titels Kråkflickan, bezieht sich auf die Eigenbezeichnung der Hauptfigur Victoria Bergmann, die diese einnimmt, wenn sie in ihre Schutzidentität flieht.

## Handlung
Kern der Handlung im Krähenmädchen sind die Ermittlungen an einer brutalen Mordserie an Jungen durch die Kommissarin Jeanette Kihlberg gemeinsam mit der Psychologin Sofia Zetterlund. Nebenstränge der Handlung sind die Entwicklung von Victoria Bergmann, die in ihrer Wohnung den Flüchtlingsjungen Gao Lian zu einem Kämpfer trainiert und ihn dazu bringt, andere Jungen zu töten, sowie die persönliche Entwicklung der Kommissarin Kihlberg und ihrer Familie und ihre beginnende Liebesbeziehung mit Sofia Zetterlund. Durch die Kernhandlung werden diese Stränge teilweise miteinander verwoben, verlaufen jedoch bis zum Ende des Romans weitgehend parallel.
Unterbrochen wird die Handlung durch zahlreiche Rückblicke auf vergangene Ereignisse im Leben von Victoria Bergmann und der Psychologin Sofia Zetterlund, die sich zum Ende des Romans als zwei getrennte Persönlichkeiten derselben Person erkennen.

### Aufklärung der Mordserie
Zu Beginn der Kernhandlung um die Kindermorde wird die Polizistin Jeanette Kihlberg an den Fundort einer verstümmelten Kinderleiche nahe der U-Bahn-Station Thorildsplan gerufen. Gemeinsam mit ihren Kollegen und dem Rechtsmediziner Ivo Andrić nimmt sie die Ermittlungen auf und beginnt, nach potenziellen Tätern zu suchen. Während der Verhandlungen stoßen Jeanette Kihlberg und ihre Kollegen auf mehrere verdächtige Männer, die teilweise wegen brutaler Sexualdelikte vorbestraft sind. Darunter befinden sich der ehemalige UN-Soldat Jimmie Furugård, Karl Lundström sowie Bengt Bergmann, gegen die Kihlberg Ermittlungen aufnimmt. Der Pathologe Andrić stellt derweil bei seinen Untersuchungen der Misshandlungsspuren Parallelen zu Hundekämpfen fest und lässt den Leichnam auf Beruhigungsmittel testen. Dabei wird das bei Zahnärzten übliche Lidocain gefunden, das als lokales Betäubungsmittel genutzt wird. Kurze Zeit später wird auf der Insel Svartsjölandet, Ekerö, eine zweite verstümmelte Kinderleiche entdeckt und als Einwanderer und Waisenkind Juri Krylov aus Weißrussland identifiziert. Ebenso wie die erste Kinderleiche wurde er vor seinem Tod durch Schläge misshandelt und noch lebendig kastriert, auch bei ihm findet man Lidocain im Gewebe. Eine dritte, diesmal einbalsamierte und ebenfalls kastrierte Kinderleiche findet sich schließlich am Danvikstull.
Zur gleichen Zeit führt die Psychologin Sofia Zetterlund, die auf die Behandlung von Kindheitstraumata und Missbrauchsfällen an Kindern und Jugendlichen spezialisiert ist, eine erfolgreiche Praxis in Stockholm. Sie betreut unter anderem die schizophrene Patientin Victoria Bergmann, die als Kind missbraucht wurde. Außerdem interviewt sie Täter in Missbrauchsfällen wie Tyra Mäkelä, die am Missbrauch und Mord ihres am Fragilen X-Syndrom erkrankten Sohnes beteiligt war, und den Familienvater Karl Lundström, der seine Tochter Linnea jahrelang missbraucht hat. Sofia lebt in einer Beziehung mit Mikael, trauert jedoch auch ihrem früheren Partner Lasse nach. Besonders intensiv arbeitet sie an den Tonaufzeichnungen von den Sitzungen mit Victoria Bergmann, auf denen diese von Ereignissen aus ihrer Vergangenheit berichtet und dabei regelmäßig ihre Persönlichkeiten wechselt. Etwa zeitgleich mit den Morden beginnt Sofia ihre ersten Sitzungen mit dem ehemaligen Kindersoldaten Samual Bai, der ihr, aufgrund ihrer Kenntnisse der in seiner Heimat verbreiteten Sprache Krio, Vertrauen schenkt und sich auf die Behandlung einlässt. Bei einer Sitzung wechselt Samual in eine aggressive Persönlichkeit, die Sofia angreift und sie würgt, statt in seine Normalpersönlichkeit (Samual Common) oder in die freundliche, verspielte Version (Frankly Samual).
In den Mittelpunkt der polizeilichen Ermittlungen rückt der inhaftierte Karl Lundström, der einem Kreis von Kinderschändern angehörte und über seine Frau, eine Zahnärztin, Zugang zu dem Betäubungsmittel Lidocain hätte. Da Lundström von Sofia Zetterlund befragt wurde, nimmt Jeanette Kontakt mit der Psychologin auf, um an weitere Informationen zu kommen. Später gerät auch Bengt Bergmann, der Vater von Victoria Bergmann, in den Fokus der ermittelnden Beamten, und Kommissarin Kihlberg nimmt telefonisch Kontakt mit der Tochter auf, ohne von ihrer Verbindung zu Sofia Zetterlund zu wissen. Jeanette trifft sich mit der Psychologin und während des Gesprächs freunden sich die beiden Frauen an – später entwickelt sich eine Liebesbeziehung zwischen ihnen. Karl Lundström, der weiterhin der Hauptverdächtige ist, erhängt sich in seiner Zelle und kann im letzten Moment gerettet werden, liegt jedoch im Koma. Er ist nicht mehr vernehmungsfähig und weitere Ermittlungen gegen andere Verdächtige verlaufen im Sande.
Kurz nach dem Selbstmordversuch wird auf dem Dachboden eines Hauses im Monumenten-Viertel die aufgehängte und verstümmelte Leiche von Samual Bai gefunden. Als Tatverdächtiger wird der Rechtsradikale Petter Christoffersson festgenommen, der die Tat jedoch nicht begangen hat. Andrić, der Pathologe, stellt Parallelen zum vermeintlichen Selbstmord von Lasse her, dem früheren Partner von Sofia Zetterlund. Da auch Samual ein Patient von Sofia Zetterlund war, informiert Jeanette die Psychologin und möchte sie mit dem Hauptverdächtigen konfrontieren, was diese jedoch vermeidet. Christoffersson gibt der Polizei einen Hinweis, nach dem Samual Bai eine Frau begleitet haben soll, die er bereits kannte und für die er eine Wohnung ausgebaut hatte. Beiden Hinweise geht die Polizei allerdings nicht nach. Die Mordermittlungen werden eingestellt, und Karl Lundström wird von der Staatsanwaltschaft und dem Polizeichef als Täter der Kindermorde betrachtet. Dem Mord an Samual wird nicht weiter nachgegangen.

### Victoria Bergmann und Sofia Zetterlund
Ein weiterer Handlungsstrang zeichnet das Leben von Victoria Bergmann nach: Der Roman beginnt mit der Beschreibung ihrer Wohnung, in dem sie einen Raum entsprechend ihren Wünschen schalldicht umbauen lässt. Sie sperrt einen Jungen in den Raum, den sie in einem Regionalzug kennengelernt und mit Morphium betäubt hat. Später wird dargestellt, wie sie den Jungen Gao Lian in ihrer Wohnung formt und zu ihrem Werkzeug, nach ihrer Interpretation zu ihrem Körper, macht. Gao wird von ihr erzogen, sie durch Zufügung von Schmerzen zu befriedigen, und später, gemeinsam mit ihr andere Kinder zu töten. Victoria selbst präpariert die getöteten Jungen für eine Leichenkonservierung und kastriert sie, danach bringt sie sie gemeinsam mit Gao Lian an den späteren Leichenfundort.
Während sich die Psychologin Sofia Zetterlund immer mehr mit den vermeintlich aufgezeichneten Interviews mit ihrer Patientin Victoria Bergmann beschäftigt, kommt diese zur Überzeugung, dass die psychologische Behandlung für sie wenig Sinn ergibt, und möchte sie beenden. Im weiteren Verlauf der Geschichte stellt sich jedoch zunehmend heraus, dass beide Persönlichkeiten – Victoria Bergmann und Sofia Zetterlund – Teile derselben Person sind, ohne voneinander Kenntnis zu haben. Nach dem Zwischenfall mit Samual Bai, nach dem Zetterlund an ihre Vergewaltigung in Sierra Leone durch Kindersoldaten erinnert wird, und dessen Besuch in ihrer Wohnung, dringt die Persönlichkeit der Victoria Bergmann zunehmend in das Bewusstsein von Sofia Zetterlund. Sie versteht, dass sie und Victoria Bergmann eine Person sind, und kann sich nun auch in der Persönlichkeit als Sofia an den Missbrauch durch ihren Vater und weitere Begebenheiten ihrer Vergangenheit erinnern. Gemeinsam mit Gao Lian tötet sie Samual Bai und bringt ihn auf den Dachboden des Rechtsradikalen Petter Christoffersson, wo sie ihn mit Säure entstellen.
Später beschließt Victoria Bergmann, ihre Eltern in deren Haus in Grisslinge zu töten. Sie schleicht sich in das Haus, während sich ihre Eltern in der Sauna befinden, und geht zuerst in ihr ehemaliges Kinderzimmer, um eine Schachtel mit Erinnerungsstücken an ihre Kindheit und vor allem eine Videokassette mit einem Film ihres Initiationsritus im Internat zu holen. Danach blockiert sie die Tür der Sauna und zündet das Haus an, in dem ihre Eltern verbrennen. Sie beerdigt die Urne mit der Asche ihrer Eltern später auf dem Stockholmer Friedhof Skogskyrkogården.

### Beziehungsentwicklung der Jeanette Kihlberg
Jeanette Kihlberg lebt mit ihrer Familie in einem Haus in der Gamla Enskede. Ihr Mann Åke ist ein erfolgloser Künstler, der im Laufe der Handlung die Galeristin Alex kennenlernt, die Ausstellungen für ihn organisiert und ihn in der schwedischen Kunstszene bekannt macht. Jeanette und Åke haben sich zunehmend auseinandergelebt, zudem ist Jeanette bis zu dem Durchbruch Åkes Alleinverdienerin und die Familie leidet unter regelmäßigem Geldmangel. Der Sohn Johan fühlt sich vor allem von seiner vielbeschäftigten Mutter vernachlässigt, die keine Zeit mehr für ihn hat und auch bei für ihn wichtigen Ereignissen wie einem Fußballfinalspiel nicht auftaucht.
Åke beginnt, nachdem er erfolgreich einige Bilder ausstellen konnte und auch verkauft, eine Beziehung mit seiner Galeristin Alexandra Kowalska, und nach einer Aussprache entscheidet sich das Ehepaar für eine Trennung. Jeanette Kihlberg wendet sich zunehmend der Psychologin Sofia Zetterlund zu, in die sie sich verliebt hat. Am Ende des Romans geht sie gemeinsam mit Johan und Sofia auf dem Jahrmarkt, damit diese sich kennenlernen. Zum Ende des Romans befindet sich Sofia Zetterlund und Jeanette Kihlberg und deren Sohn Johan in dem Vergnügungspark Gröna Lund in Stockholm. Sofia geht mit Johan in ein Fahrgeschäft, während Jeanette wartet und eine Prügelei schlichten will. Sofia verliert den Jungen im Fahrgeschäft und bricht später zusammen, dabei erzählt sie unzusammenhängende Bruchstücke vom Jahrmarkt in Uppsala. Johan bleibt verschwunden (und wird erst zu Beginn des zweiten Bandes der Trilogie gefunden).

### Rückblicke
In dem Roman gibt es mehrere Rückblicke von Victoria Bergmann und Sofia Zetterlund, die in der Regel mit der Kapitelüberschrift „Damals“ überschrieben sind. Diese Rückblicke werden thematisch in die Handlung eingebunden und aus einer Erzählerposition heraus geschildert, die jedoch vor allem die Gedanken und Wahrnehmungen der Hauptperson während dieser Gegebenheiten wiedergibt. Hinzu kommen gesprochene Erinnerungen von Victoria, die sich Sofia als Psychologin auf dem Kassettengerät anhört – später stellt sie jedoch fest, dass es sich um ihre eigenen Erinnerungen handelt und die Kassetten tatsächlich leer sind.
Sierra Leone:

Sofia Zetterlund war als ehrenamtliche Mitarbeiterin von Human Rights Watch und später als inoffizielle Sonderbotschafterin von UNICEF in Sierra Leone während des Bürgerkriegs. Dabei beobachtete sie vor allem die Aktivitäten der Revolutionary United Front, die für ihre brutalen Angriffe und Verstümmelungen bei der Zivilbevölkerung bekannt waren. Während eines Attentats in einem Lager in der Stadt Lakka wurde sie verletzt und in ein Lager des Roten Kreuzes gebracht. Durch ihre Verletzung, ein ausgerenktes Knie, ist sie für den weiteren Einsatz nicht befähigt und soll von dem Kinderarzt Marcus zum Lungi International Airport gebracht werden. Auf der Fahrt dorthin bleiben sie mit ihrem Fahrzeug stecken und werden von einer Rebellengruppe gefangen genommen. Sie werden in ein Lager verschleppt, wo Sofia Zetterlund vergewaltigt und Marcus getötet wird. Sofia kann fliehen und wird später von Regierungstruppen gefunden.
Victorias Kindheitserinnerungen:

Victoria Bergmann erinnert sich vor allem an verschiedene Ereignisse, bei denen sie von ihrem Vater oder anderen Männern sexuell missbraucht wurde, sowie an ihre Zeit im Internat. Die früheste dargestellte Erinnerung ist die Fahrt in die Ferienwohnung nach Dala-Floda, Dalarna, als 10-Jährige, wo sie ihren Vater oral befriedigen muss. Nach einem gemeinsamen Wochenende ohne Übergriffe lässt er Victoria für eine Woche allein, allerdings nicht ohne sich vorher nochmal an ihr zu vergehen. Während dieses Urlaubs lernt Victoria die Familie von Martin kennen, die sie zum Abendbrot einladen. Als Victoria eintrifft, sieht sie, wie Martins Vater ihn badet und dabei erklärt, dass er sich in die Hosen gemacht hat – Sofia geht davon aus, dass auch Martin missbraucht wird und läuft nach Hause.
Internatsaufenthalt und Roskilde:

Während ihrer Zeit im Internat von Sigtuna soll Victoria Bergmann gemeinsam mit anderen Neulingen einer Initiation durch die älteren Mitschülerinnen unterzogen werden, bemerkt die Planungen jedoch vorher und identifiziert die Verantwortliche. Gemeinsam mit ihr plant sie anschließend den Ritus, bei dem sie und ihre Mitschülerinnen Hundescheiße essen müssen. Später zwingt sie die Drahtzieherin, ihr die Videoaufnahme des Ritus zu geben, um einen Beweis gegen die älteren Schülerinnen zu haben und von ihnen in Ruhe gelassen zu werden.
Mit den beiden anderen Mädchen, Hannah und Jessica, freundet sich Victoria an und verreist mit ihnen nach der Internatszeit auf eine Interrailtour durch Europa. Beim Roskilde-Festival wird sie im Zelt vergewaltigt
Lasse:

Lasse war der frühere Liebhaber von Sofia Zetterlund. Er war Geschäftsmann und hatte nur wenig Zeit für Sofia, bei einem Winterurlaub geht er jedoch auf ihren Wunsch nach einem gemeinsamen Kind ein und besucht mit ihr einen Partnertauschclub. Später stellt Sofia fest, dass Lasse sich bereits hat sterilisieren lassen und daher keine Kinder bekommen kann. Sie kontrolliert sein Handy, weil sie eine andere Affäre vermutet, und verfolgt ihn, nachdem er eine Geschäftsreise als Grund angab, nicht mit ihr Silvester zu feiern, und stellt fest, dass er bereits verheiratet ist und erwachsene Kinder hat. In ihrer Enttäuschung bringt sie Lasse um, lässt es allerdings wie einen Selbstmord aussehen. Später freundet sie sich mit seinem Sohn Mikael an und beginnt eine Beziehung mit ihm, ohne dass er etwas von der Vorgeschichte weiß.
Jahrmarkt in Uppsala:

Nach mehreren gemeinsamen Sommern treffen sich Victoria Bergmann und Martin auf dem Jahrmarkt in Uppsala, wo sie ohne seine Eltern einige Zeit verbringen können. Sie fahren gemeinsam mit dem Riesenrad, in dem Martin erst Angst bekommt und später doch Spaß hat. Danach beschließen sie, zum nahegelegenen Fluss schwimmen zu gehen, obwohl es eigentlich zu kühl ist. Am Steg verliert Victoria den Jungen aus den Augen, und seine Leiche wird einen Tag später im Fluss gefunden. Aufgrund der Verletzungen nimmt man an, er sei ins Wasser gefallen und in einen Schiffsmotor geraten. Victoria wird in ein Krankenhaus zur Überwachung eingeliefert, wo sie nachts aufsteht und einen Anfall bekommt, der von den Ärzten als posttraumatischer Stress, Psychose und Paranoia eingeschätzt wird.
In einer späteren Erinnerung erinnert sich Victoria / Sofia an das tatsächliche Geschehen: Während sie mit Martin auf dem Steg war und er sich weigerte, in das kalte Wasser zu gehen, überkam sie ein Anfall, bei dem sie sich durch den Jungen, den sie als ihren Vater sah, bedroht fühlte und ihn mit einem Stein erschlug, bevor sie ihn in das Wasser stieß. Nach der Tat konnte sie sich daran nicht mehr erinnern und suchte ihn verzweifelt.

## Personen und Orte der Handlung

### Personen
Die wichtigsten Personen der Handlung des Romans sind die Polizistin Jeanette Kihlberg sowie die Psychologin Sofia Zetterlund und Victoria Bergmann. Hinzu kommen zahlreiche Personen aus ihrem persönlichen Umfeld, der Stockholmer Polizei sowie Personen, die direkt oder indirekt in die Kindermorde verwickelt sind:
- Jeanette Kihlberg: Jeanette Kihlberg ist Kommissarin der Stockholmer Polizei und mit der Aufklärung der Kindermorde in Stockholm betraut. Sie ist mit dem Künstler Åke verheiratet und lebt mit diesem und ihrem gemeinsamen Sohn Johan in der Gamla Enskede.
- Sofia Zetterlund: Sofia Zetterlund ist Psychologin in Stockholm, die sich auf traumatische Kindheitserinnerungen spezialisiert hat. Sie betreut unter anderem Täter und Opfer von Missbrauchsfällen, jedoch auch den ehemaligen Kindersoldaten Samual Bai. Ihre Patientin Victoria Bergman stellt sich im Lauf des Romans als versteckte Identität ihrer eigenen Person heraus.
- Victoria Bergman: Victoria Bergman wurde als Kind und Jugendliche von ihrem Vater und später auch von anderen Personen regelmäßig sexuell missbraucht. Nach einem vermeintlichen Unfall, bei dem ihr Freund Martin zu Tode kam, wurde sie in einer Nervenheilanstalt behandelt. Seit dem Erlebnis lebt sie als Sofia Zetterlund in Stockholm, während die Persönlichkeit Victoria Bergman als zweite Identität hervortritt und grausame Morde begeht.
- Martin: Martin ist ein Jugendfreund von Victoria Bergman, den sie bei einem Sommerurlaub kennenlernte und für den sie sich verantwortlich fühlte. Bei ihrer letzten Begegnung im Vergnügungspark Gröna Lund wurde Martin von Victoria bei einem Anfall erschlagen.
- Gao Lian: Gao Lian ist ein Waisenjunge aus China, der als illegaler Einwanderer nach Schweden kommt und nach seinem Ausbruch aus dem Auffanglager in einem Zug auf Victoria Bergmann trifft, die ihn mitnimmt und zu Hause in ein eigens für ihn eingerichtetes, schalldicht präpariertes Zimmer sperrt. Hier trainiert sie ihn zu einem Kämpfer und lässt ihn andere Kinder töten.
- Åke und Johan: Åke ist der Ehemann von Jeanette Kihlberg, Johan ihr gemeinsamer Sohn. Sie wohnen gemeinsam in einem Haus in der Gamla Enskede. Der Künstler Åke ist jahrelang erfolglos, bis ihm die Galeristin Alex zu künstlerischem Erfolg verhilft und die beiden eine Beziehung beginnen.
- Bengt Bergman: Bengt Bergman ist der Vater von Victoria Bergmann, verheiratet mit ihrer Mutter Brigitta. Victoria Bergmann wurde von ihrem Vater bereits als junges Mädchen missbraucht, während die Mutter bewusst wegsah. Zum Ende des Romans bringt sie beide Eltern in deren Haus in Grisslinge um.
- Ivo Andrić: Ivo Andrić ist Pathologe der Stockholmer Polizei und stammt ursprünglich aus Bosnien, wo er als Arzt und Rechtsmediziner während der Belagerung von Sarajevo durch Truppen der Vojska Republike Srpske im Bosnienkrieg von 1992 bis 1995 tätig war. Andrić stellt neben den körperlichen Misshandlungen und Verstümmelungen der Opfer vor allem die Anwendung des bei Zahnärzten üblichen Betäubungsmittels Lidocain zur Schmerzreduzierung bei den Opfern fest.
- Polizisten Jens Hurtig, Dennis Billig, Schwarz, Åhlund, Staatsanwalt von Kwist: Bei diesen Personen handelt es sich um Kollegen von Jeanette Kihlberg, die mit ihr gemeinsam an dem Fall der Kindermorde arbeiten. Sie arbeitet dabei vor allem mit Jens Hurtig zusammen, während Schwarz und Åhlund ihr untergeordnet sind. Der Polizeichef Dennis Billig ist ihr Chef, beschäftigt sich jedoch nur peripher mit dem Fall. Staatsanwalt von Kwist behindert ihre Ermittlungen mehrfach, indem er ihr die Vernehmung verschiedener Tatverdächtiger wie Karl Lundström untersagt oder erschwert.
- Lasse und Mikael: Lasse war der frühere Freund von Sofia Zetterlund, der allerdings eine Doppelbeziehung führte und neben ihr eine Familie mit zwei Kindern hatte. Kurz nachdem Sofia dies feststellte, beging Lasse vermeintlich Selbstmord – der, wie im Lauf des Romans herauskommt, von Sofia / Victoria inszeniert wurde. Mikael ist der aktuelle Lebenspartner von Sofia und zugleich der Sohn von Lasse. Er lernte Sofia kurz nach dem „Selbstmord“ seines Vaters kennen und weiß nichts von ihrer früheren Beziehung mit seinem Vater.
- Samual Bai: Samual Bai ist ein Jugendlicher, der als ehemaliger Kindersoldat der Revolutionary United Front im Bürgerkrieg in Sierra Leone aktiv war und infolge eines daraus resultierenden Traumas eine Persönlichkeitsspaltung aufweist. Er ist in Behandlung bei Sofia Zetterlund, wo er abhängig von ihrem Gespräch die Persönlichkeiten wechselt und sie im Rahmen einer Sitzung angreift. Als er nach einem Überfall auf einen Geldtransporter bei ihr auftaucht, bricht die Erinnerung an ihre Erfahrungen und Vergewaltigungen in Sierra Leone hervor und bringt ihre Identität als Victoria Bergmann hervor. Sie betäubt ihn und lässt ihn von Gao Lian töten, die Leiche bringen sie in das Haus des rechtsradikalen Petter Christoffersson.
- Karl Lundström: Karl Lundström ist ein erfolgreicher Baumanager und lebt mit seiner Frau Annette zusammen. Lundström hat jahrelang seine Tochter Linnea missbraucht und gehört einem Kreis von Kinderschändern an, die untereinander Kinderpornographie austauschen. Er wurde verhaftet und in der psychiatrischen Klinik im Krankenhaus Hunninge untergebracht. Im Laufe der Verhandlung begeht er einen Suizidversuch, den er knapp überlebt und nach dem er im Koma liegt. Aufgrund von Parallelen seines Falls mit dem der ermordeten Kinder wird er am Ende von Jeanettes Chef als Täter für die Morde dargestellt, sein Zustand lässt jedoch keine Verhandlung mehr zu.
- Petter Christoffersson: Petter Christoffersson ist ein Rechtsradikaler, in dessen Haus die verätzte Leiche von Samual Bai gefunden wird. Er war zugleich einer der Bauarbeiter, die den Ausbau des schalldichten Zimmers bei Sofia Zetterlund vornahmen, und beschrieb, dass er Samual kurz vor dessen Mord mit der Frau gesehen hat. Die Geschichte wird ihm allerdings nur teilweise geglaubt.

### Orte
Der Roman Krähenmädchen spielt vor allem in der schwedischen Hauptstadt Stockholm und ihrer Umgebung, nur einzelne Rückblicke konzentrieren sich auf andere Ort. Die wichtigsten Orte der Handlung sind:
- Gamla Enskede: In der Gamla Enskede, der Altstadt Enskede, befindet sich die Wohnung der Kommissarin Jeanette Kihlberg und ihrer Familie, bestehend aus ihrem Mann Åke und dem gemeinsamen Sohn Johan. In die Wohnung zieht sich Jeanette nur nach Dienstschluss zurück. Åke betreibt hier sein Atelier und ist darüber hinaus für den Haushalt zuständig. Die Gamla Enskede ist als geplante Gartenstadt geprägt von Einfamilienhäusern.
- Kronoberg: Kronoberg ist ein Polizeigebäude und Untersuchungsgefängnis auf der Insel Kungsholmen in Stockholm. Jeanette Kihlberg und ihre Kollegen arbeiten in diesem Gebäude.
- Vita bergen: Am Vita bergen, einem Stadtpark im Stadtteil Södermalm, befindet sich die Wohnung von Victoria Bergmann / Sofia Zetterlund. In der Wohnung hält sie zudem den Gao Lian gefangen.
- Tvålpalatset: Das Tvålpalatset, auch bekannt als Monténska huset, ist ein historisches Gebäude an der Sankt Paulsgatan in Stockholm, das als Bürokomplex genutzt wird. In diesem Gebäude hat die Psychologin Sofia Zetterlund ihr Büro.
- Krankenhaus Huddinge: Das psychiatrische Krankenhaus von Huddinge ist der Unterbringungsort für den Sexualverbrecher Karl Lundström, wo er von der Psychologin Sofia Zetterlund zu seinen Taten interviewt wird.
- Monument-Viertel: Im Monument-Viertel auf Södermalm befindet sich die Wohnung von Mikael, dem Partner von Sofia Zetterlund, sowie die Wohnung des rechtsradikalen Petter Christoffersson, auf dessen Dachboden die verstümmelte Leiche von Samual Bai gefunden wird.
- Thorildsplan: Der Thorildsplan ist ein kleiner Park mit U-Bahn-Station in dem durch Hochhaussiedlungen geprägten Wohnviertel Kristineberg. Im Bereich des U-Bahn-Eingangs befindet sich der Fundort der ersten Kinderleiche.
- Svartsjölandet: Die zweite Kinderleiche, ein Junge aus Weißrussland, wird auf der Insel Svartsjölandet, Ekerö, entdeckt.
- Grisslinge: In dem Ort Grisslinge auf der Insel Värmdö, Gemeinde Värmdö, befindet sich das Elternhaus von Victoria Bergmann. Sie ist in diesem Haus aufgewachsen und ihre Eltern leben weiterhin dort, bis sie in dem von Victoria angezündeten Haus ums Leben kommen.
- Dala-Floda, Dalarna: In Dala-Floda, einen kleinen Ort in der Dalarnas län befindet sich das Ferienhaus der Bergmanns, in denen Victoria Bergmann gemeinsam mit ihrem Vater den Sommer verbrachte. In einem Sommer, in dem er sie für eine Woche allein ließ, lernt Victoria hier Martin und seine Familie kennen und freundet sich mit dem Jungen an, den sie aufgrund ihrer eigenen Erfahrungen vor dessen Vater beschützen will.
- Jahrmarkt von Uppsala: Bei der Vergangenheitsbetrachtung von Victoria Bergmann war der Jahrmarkt von Uppsala der Ort, an dem sie Martin zum letzten Mal traf. Sie fuhren gemeinsam mit dem Riesenrad und gingen danach an das Ufer des nahen Flusses, wo Victoria ihren Freund erschlug.
- Skogskyrkogården: Victoria Bergmann begräbt die Überreste ihrer Eltern nach dem Brand ihres Hauses allein auf dem Stockholmer Friedhof Skogskyrkogården.
- Vergnügungspark Gröna Lund: Im Vergnügungspark Gröna Lund endet der Roman. Hier verliert Sofia Zetterlund den Sohn von Jeanette Kihlberg.

## Rezeption
Die Victoria-Bergmann-Trilogie wurde 2012 mit dem Spezialpreis (Specialpris) der Schwedischen Krimiakademie ausgezeichnet. Die Bücher wurden international übersetzt und in verschiedenen Ländern, darunter Deutschland, zu Bestsellern. Nach Angaben auf der offiziellen Website des Autorenduos und der Website der schwedischen Promotion-Agentur Salomonsson Agency wurden die Veröffentlichungsrechte für die Romane an fast 40 internationale Verlage verkauft. In einigen dieser Länder sind die Bücher bereits erschienen, in anderen werden sie in den nächsten Monaten oder Jahren auf den Markt kommen.

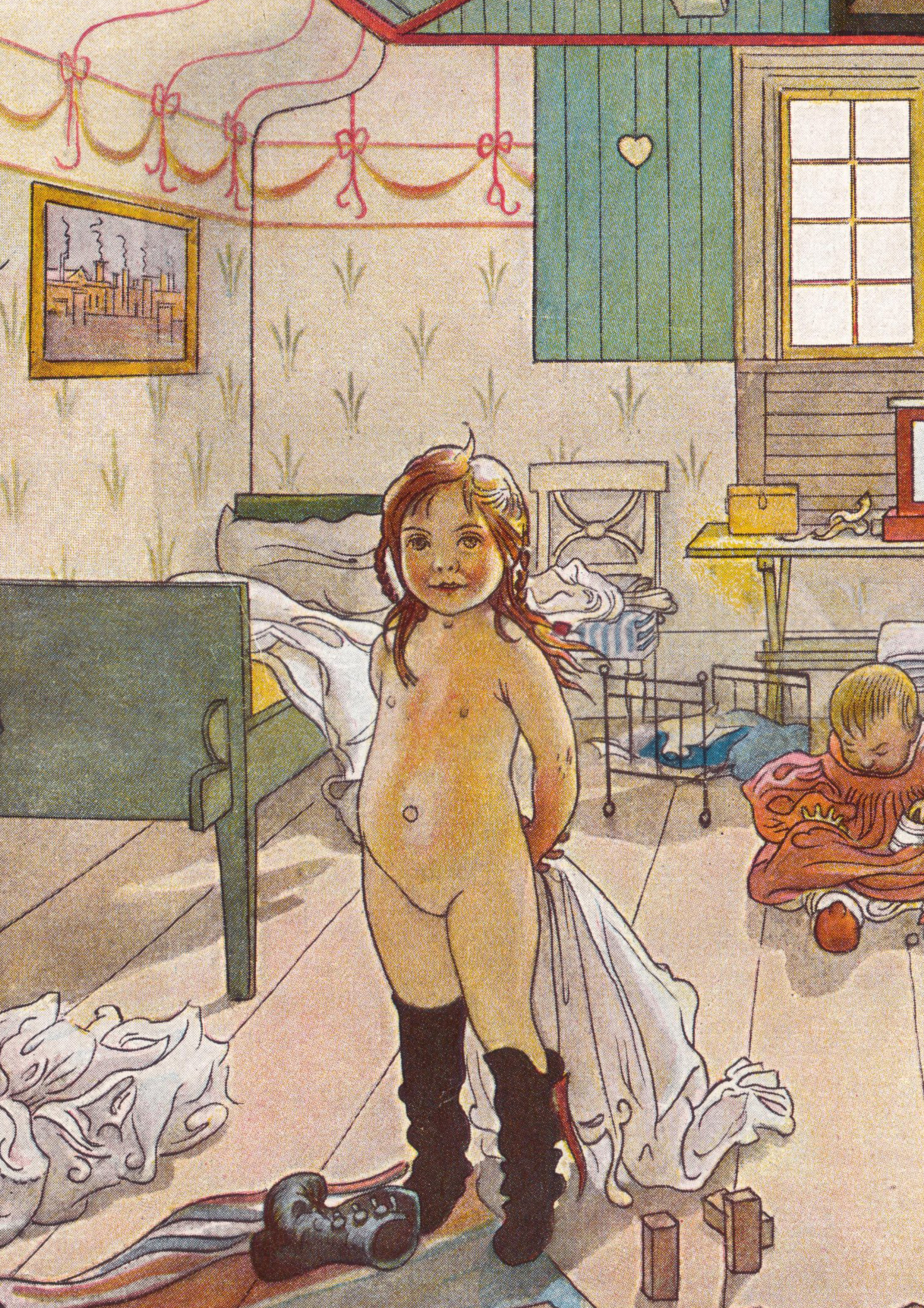
Carl Larsson: Im Schlafzimmer der kleinen Mädchen (Ausschnitt des schwedischen Buchcovers, 1897)

Der schwedische Schriftsteller Jean Bolinder beschrieb die Trilogie im Dast-Magazine als „heimtückisch schillerndes Meisterwerk“. Sie zwinge den Leser, atemlos durch die Buchseiten zu hetzen. Er stellt heraus, dass es sich bei den Romanen nicht um gemütliche Krimis handelt, sondern vielmehr um eine Angst einflößende und verwirrende Geschichte. Sie spiele im Jung’schen kollektiven Unbewussten und damit in „unser aller Innerem“. Die Leser identifizierten sich sowohl mit dem „Kind in uns“ und seiner Anklage gegen die ganze Welt als auch mit ihrem erwachsenen Ich, gegen das die Anklage gerichtet sei. Zugleich verweist Bolinder auf das Gemälde Im Schlafzimmer der kleinen Mädchen des Malers Carl Larsson, das als Coverbild für den ersten Band der schwedischen Originalausgabe verwendet und verfremdet wurde. Dem dort dargestellten nackten Mädchen wurde auf der Coverdarstellung eine Maske aufgesetzt, ansonsten wurde an dem Bild fast nichts verändert. Bolinder unterstellt Larsson bei dem Bild keine bösen Absichten und geht davon aus, dass er seine Kinder liebte und auf dem Bild zeigen wollte, wie niedlich sie sind; zugleich kann er sich jedoch vorstellen, wie schrecklich das Bild für das junge Mädchen war, als sie älter und das Bild weltweit bekannt und auch für viele Pädophile erreichbar wurde.

### Rezeption in Deutschland

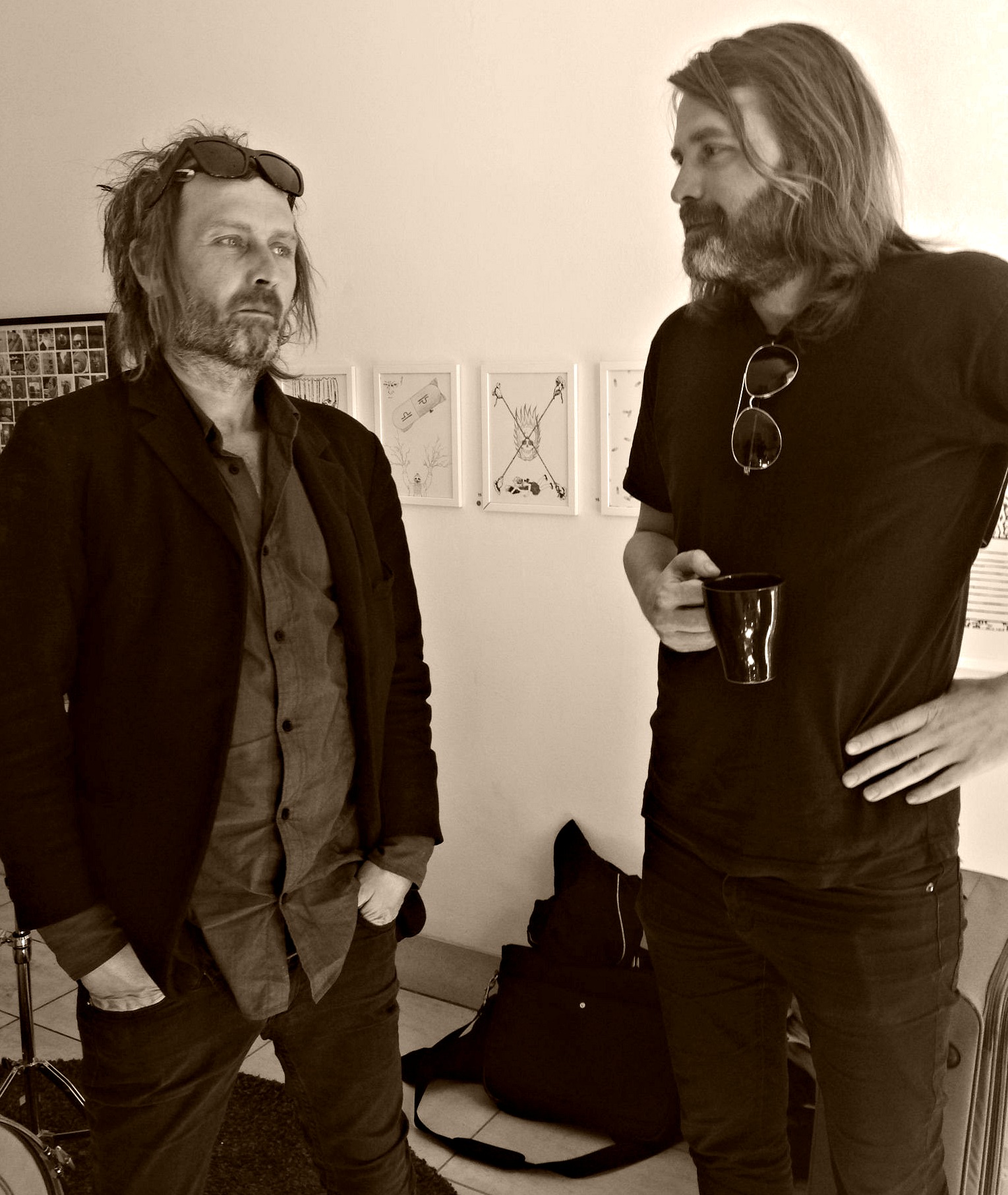
Erik Axl Sund (2014, Pressebild)

In Deutschland erschienen die drei deutschen Übersetzungen 2014 im Abstand von wenigen Monaten beim Goldmann Verlag. Die Übersetzungen stammen von der Übersetzerin Wibke Kuhn, die auch die Millennium-Trilogie von Stieg Larsson, auf im Krähenmädchen direkt Bezug genommen wird, und andere Bestseller aus dem Schwedischen übersetzte. Der erste Band Krähenmädchen kam direkt nach seinem Erscheinen in die Top 10 der Bestsellerliste des Spiegels in der Kategorie Paperback/Belletristik und stieg am 11. August 2014 auf Rang 2, wo er mehrere Wochen verblieb. Narbenkind erreichte am 29. September 2014 sogar nach wenigen Wochen Rang 1 der Liste und Schattenschrei stieg am 24. November 2014 nach Erscheinen direkt auf der Spitzenposition ein. Alle drei Bände befanden sich seit mehreren Wochen in den Top 10 der Liste.
Das Krähenmädchen wurde auch in Deutschland in zahlreichen Medien besprochen, teilweise im Rahmen einer Vorstellung der gesamten Trilogie. Insbesondere in den Massenmedien wurde vor allem die Direktheit und Brutalität der Darstellung im Vordergrund gerückt. Die BILD-Zeitung titelte mit dem markigen Titel „SIE schreiben Stoff, aus dem unsere Albträume sind“ und führte die Trilogie mit einem ausführlichen Interview ein und Elmar Krekeler, stellvertretender Ressortleiter des Feuilleton für Die Welt, titelte „Dies ist der schrecklichste Thriller des Jahres.“ Er bezeichnet den „Roman über Kindesmissbrauch“ als „pornografisch“ und zugleich als „das nächste große Krimiding aus Schweden“, direkt folgend von „eigentlich ein handfester Skandal“. Danach beschreibt er die Trilogie als „Blutsuppe bisher nie dagewesenen Ausmaßes“ und als Produkt zweier wütender ehemaliger Punk-Rocker mit einem Buch, „das Stieg Larsson und eigentlich alle skandinavischen Schauder-und-Schreckensspezialisten wie zartbesaitete Waisenknaben dastehen lässt“, bevor er in deutlichen Worten den Inhalt des Buches wiedergibt. Nach seiner Darstellung ist Krähenmädchen ein „hysterischer Roman“, der den Leser ankreischt und den guten Geschmack quält und sein Fazit lautet, dass die „angeblich gesellschaftskritischen Kriminalliteratur, die sich in einem skandalösen Gewaltüberbietungswettbewerb zunehmend zu einem pornografischen Gewerbe entwickelt“ zu einer moralischen Psychose führt. Er schließt: „Man treibt Kindesmissbrauch nicht dadurch aus, dass man missbrauchte Kinder literarisch noch einmal missbraucht.“ Laut BILD sorgt das schwedische Autorenduo „für Stoff, aus dem Albträume gemacht sind“ und schreibt „erschreckend geniale Romane, die das Blut in den Adern gefrieren lassen“.
Weniger drastisch leitet die Frankfurter Neue Presse ihr Interview mit den Autoren ein. Nach diesem Interview war der Auslöser der Geschichte die Tatsache, dass in Schweden jährlich 1500 Kinder aus Flüchtlingsheimen verschwinden. Ihrer Aussage nach wollten sie „über Dinge schreiben, die uns selbst Angst machen“ und dabei „keine normalen, niedlichen Krimis“ machen. Zugleich sollte der Roman einen Blick „hinter die Fassade Stockholms“ werfen, das „ihre Besucher mit einer perfekten Postkartenidylle“ verführt, obwohl es „immer mehr Armut“ durch für Normalverdiener unerschwinglich hohe Immobilienpreise gibt.
In der Rezension des Programms hr1 des Hessischen Rundfunks wurde Krähenmädchen als Hörbuch-Tipp vorgestellt. Der Rezensent vergleicht das Buch mit Werken von Stieg Larsson oder Jussi Adler-Olsen, nach seiner Darstellung sorgt das Autoren-Duo „für Furore, denn der erste Teil einer Trilogie schildert Gewalttaten an Kindern absolut drastisch.“ Er bezeichnet den Roman als „gespickt mit psychokranken Quäl-Fantasien“ und fragt darauf aufbauend: „Müssen Thriller wirklich immer brutaler werden? Müssen so viele psychisch Kranke und notorische Peiniger auf so dichtem Raum zusammen kommen?“ Seiner Ansicht nach wollen die Autoren „Gewalt gegen Kinder anprangern, indem sie die Gewalt gegen Kinder möglichst drastisch schildern“ und müssen sich „die Kritik gefallen lassen, dass sie mit ihren minutiösen Schilderungen weit übers Ziel hinausschießen.“ Im nächsten Satz bescheinigt er dem Roman jedoch bereits wieder, „der sicher aufregendsten Thriller dieses Sommers“ zu sein.

### Rezeption in weiteren Ländern und Verfilmung
In den Vereinigten Staaten soll die Trilogie erst im Frühjahr 2016 erscheinen, die Rechte liegen hier bei dem zu Penguin Random House gehörenden Verlag Alfred A. Knopf, Inc.
Der große internationale Erfolg der Trilogie führte dazu, dass die Geschichte auch für eine Verfilmung interessant wurde. Noch bevor die Bücher in den Vereinigten Staaten erschienen, sicherten sich die Tomorrow Studios von Marty Adelstein zusammen mit dem ITV Studios die Filmrechte an den Büchern und veröffentlichte Pläne, die Geschichte als Fernsehserie zu verfilmen. Die Produktion und Regie sollen dabei neben Adelstein Becky Clements als Präsident der Tomorrow Studios sowie der Regisseur Michael London übernehmen.

## Veröffentlichungen
Das Buch Krähenmädchen erschien im Original auf Schwedisch im Jahr 2010 und wurde danach in zahlreiche Sprachen übersetzt. Hier werden der Übersichtlichkeit halber neben dem schwedischen Original nur die deutschen Ausgaben aufgeführt:
Originalausgabe:
- Kråkflickan (Victoria Bergmans svaghet, #1). Stockholm 2010. ISBN 978-91-85785-47-6.

Deutsche Ausgaben:
- Krähenmädchen (Übersetzung aus dem Schwedischen von Wibke Kuhn). Goldmann-Verlag 2014. ISBN 978-3-442-48117-0.
- Krähenmädchen (E-Book). Goldmann-Verlag 2014. ISBN 978-3-641-14166-0.
- Hörbuch Krähenmädchen (gelesen von Thomas M. Meinhardt), Laufzeit: ca. 13 Stunden, Der Hörverlag 2014. ISBN 978-3-8445-1539-8.

## Belege
1. ↑  Autorenporträt beim Goldmann Verlag, abgerufen am 16. Januar 2015.
2. ↑  Erik Axl Sund im Interview auf der Website der Verlagsgruppe Random House, abgerufen am 16. Januar 2015.
3. ↑  Crow Girl #1 auf der Website der Salomonsson Agency, abgerufen am 28. Februar 2015.
4. 1 2  Crow Girl #1 auf der offiziellen Seite des Autorenduos Erik Axl Sund, abgerufen am 28. Februar 2015.
5. 1 2 3  Jean Bolinder: Trilogin om Victoria Bergmans svaghet: KRÅKFLICKAN, HUNGERELDEN, PYTHIANS ANVISNINGAR. Rezension im Dast-Magazine, 2. Oktober 2012; Aufgerufen am 3. März 2015.
6. ↑  Krähenmädchen (Memento vom 5. Februar 2015 im Internet Archive) bei Buchreport.
7. ↑  Narbenkind (Memento vom 5. Februar 2015 im Internet Archive) bei Buchreport.
8. ↑  Schattenschrei (Memento vom 5. Februar 2015 im Internet Archive) bei Buchreport.
9. 1 2  Eileen Primus: SIE schreiben Stoff, aus dem unsere Albträume sind. Besprechung auf bild.de, 14. September 2014, abgerufen am 16. Februar 2015.
10. 1 2 3 4  Elmar Krekeler: Dies ist der schrecklichste Thriller des Jahres. Besprechung im Feuilleton auf Welt.de, 1. August 2014, abgerufen am 16. Februar 2015.
11. 1 2  
Günter Keil, Andrea Tholl: „Stockholm ist eine harte Stadt“. (Memento vom 1. November 2016 im Internet Archive) Interview mit Jerker Eriksson und Håkan Axlander Sundquist in der Frankfurter Neue Presse, 20. August 2014, abgerufen am 16. Februar 2015.
12. 1 2 3  hr1 Hörbuch-Tipp Erik Axl Sund: „Krähenmädchen“ auf hr-online.de, 6. August 2014, abgerufen am 16. Februar 2015.
13. 1 2  Nellie Andreeva: “The Crow Girl Book” Trilogy Optioned by Tomorrow Studios for TV Series, deadline.com, 9. Dezember 2014, abgerufen am 28. Februar 2015.